# Église Saint-Rémy de Ferrières-en-Brie
L'église Saint-Rémy est une église catholique située à Ferrières-en-Brie, en France.

## Localisation
L'église est située dans le département français de Seine-et-Marne, sur la commune de Ferrières-en-Brie.

## Historique
Le nom de Ferrières, commun en France, apparaît en ce lieu à la fin du IXe siècle. L'abbaye de Saint-Maur a des biens sur le territoire de Ferrières au Xe siècle. En 1228, le curé est un prêtre séculier est à la collation de l'évêque de Paris.
L'église de Ferrières a été construite dans le 2e quart du XIIIe siècle. L'évêque de Paris a cédé l'église de Ferrières à l'abbaye des Prémontrés d'Humières vers 1300.
Les protestants ont mis le feu à l'église mais seule la charpente en a souffert. En 1570, le roi a accordé aux habitants de Ferrières le droit de prendre 21 chênes dans la forêt de Crécy pour la réparer.

## Protection
L'édifice est classé au titre des monuments historiques en 1847.

## Description

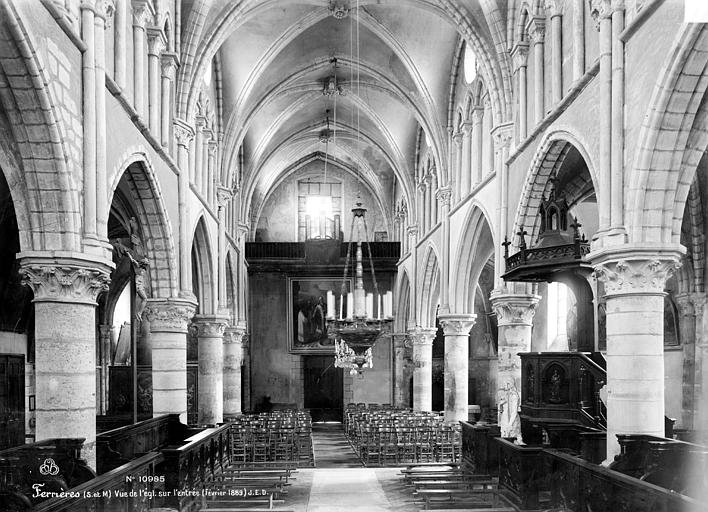
Nef de l'église

Le plan de l'église est simple. L'église comprend  se compose d'une nef centrale de 5 travées se terminant se terminant par un chœur polygonal. La nef et le chœur sont flanqués de collatéraux terminés chacun par une absidiole à pans coupés. Il n'y a pas de transept. L'élévation comprend tris niveaux. Les arcades en tiers point sont supportées par des piles cylindriques avec des chapiteaux décorés de feuillages et de crochets et au tailloir carré. La base de chaque pile déborde sur un socle orthogonal. Chaque grande arcade est surmontée d'une arcature aveugle formée de quatre arcades séparées par de fines colonnettes avec des chapiteaux décorés de feuillages et couronnés de tailloirs carrés. Le troisième niveau de l'élévation ne comprend pas des fenêtres hautes mais de simples oculus sous l'arc formeret servant d'arc de décharge.
Chaque travée est voûtée d'ogives. Les arcs-doubleaux sont constitués d'une gorge entre deux tores. Le profil des arcs formerets sont la moitié de celui des arcs-doubleaux. Chaque arc-doubleau, ogives et arc formeret s'appuient sur un faisceau de trois colonnettes dont les bases reposent sur le tailloir des piles. Le chœur ne comprend qu'un seul système de voûtes.

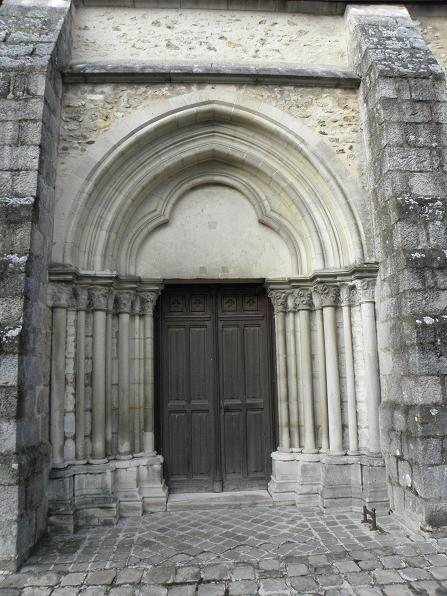
Porte sud

Les bas-côtés sont composés de cinq travées et une absidiole implantée de sorte que son axe fait un angle de 45° avec l'axe de l'église. Cette conception se retrouve dans l'architecture champenoise, mais aussi à la collégiale Saint-Gengoult de Toul.
Le revers de la façade occidentale est éclairé par une rose qui a été rétablie lors de la restauration de 1889.
Jusqu'au XVIIIe siècle l'église n'avait pas de clocher. Il a alors été construit, obturant la quatrième travée du collatéral nord. Il a été démoli entre 1858 et 1862 car il menaçait de s'effondrer. L'église a été entièrement restaurée à cette époque.
La porte la plus intéressante est celle s'ouvrant dans le collatéral sud constituée de huit colonnettes avec des chapiteaux à feuillage surmontés de tailloirs carrés.

## Vitraux
Les vitraux du XIIIe siècle signalés par l'abbé Lebeuf ont disparu.
Neuf verrières du chœur ont été inscrites au titre d'objet le 28 avril 1982. Elles ont été réalisées en 1878 par l'atelier C. Champigneulle de Bar-le-Duc.